# Sociedad de Artistas Intérpretes o Ejecutantes de España
La Sociedad de Artistas Intérpretes o Ejecutantes de España, habitualmente referida por las siglas AIE, es una sociedad de gestión de derechos de autor que representa a artistas intérpretes o ejecutantes de España. Su actual presidente es el músico Luis Cobos.

## Historia
La sociedad se fundó como asociación en 1987 y obtuvo el estatus de entidad de gestión en 1989.

## Premios Odeón
Galardones españoles instituidos en 2019 por la Asociación de Gestión de Derechos Intelectuales (AGEDI) en colaboración con Productores de Música de España (PROMUSICAE), Sociedad General de Autores y Editores (SGAE), Fundación Autor y Sociedad de Artistas de España (AIE).